# Uturuncu
Uturuncu je neaktivní stratovulkán. Nachází se v pohoří Andy v jihozápadní části Bolívie. S výškou 6008 m n. m. je to zároveň nejvyšší hora jihozápadní části Bolívie. Stavba sopky je tvořena převážně andezity a dacity, některé z nich vypadají relativně zachovale – nejsou zvětralé, i když nesou znaky abrazivního působení kontinentálního ledovce posledního globálního zalednění. Důkaz toho, že sopka není vyhaslá, poskytují dvě aktivní fumarolová pole blízko vrcholu, jakož i naměřené deformace povrchu v roce 1992, které indikují, že v magmatických rezervoárech pod sopkou se stále nachází roztavené magma.

## Poloha
Hora je dvouvrcholová. Západní Uturuncu měří 6008 m n. m., východní Uturuncu II měří 5930 m n. m. Sedlo mezi nimi se nachází ve výšce 5750 m n. m.
V sedle mezi vrcholy je opuštěný sirný důl, ke kterému vede prašná a kamenitá silnice sjízdná pro nákladní auta. Osobní terénní auta vyvážející turisty vyjedou po této silnici do výšky přibližně 5500 m n. m. Ze sedla vede na hlavní vrchol pohodlná vyšlapaná pěšina.
Nejbližší vesnice je Quetana Chico západně od Uturuncu. Na jihu horského masivu se nachází několik horských jezer, které přes zimu zamrzají. Laguna Color a Laguna Verde jsou známé díky velkým hejnům plameňáků, kteří zde přechodně žijí.